# Éléna Roerich
Pour les articles homonymes, voir Roerich.
Éléna Roerich, parfois prénommée Helena ou Hélène en France, née le 31 janvier 1879 (12 février dans le calendrier grégorien) à Saint-Pétersbourg en Russie et morte le 5 octobre 1955, est une femme de lettres.

## Biographie
Le 13 février 1879, Ékatérina, l’épouse de l’architecte Ivan Chapochnikov, donnait naissance à une fille prénommée d’Éléna. Dès son jeune âge, l’enfant montre une véritable passion pour la lecture, et les livres deviennent ses meilleurs professeurs et amis. Elle s’intéresse surtout à la nature, à la vie des différents peuples et à l’Orient. Également, dès l’enfance, Éléna aurait fait des rêves profonds et « prophétiques », et prétend recevoir des visions de nature à la fois personnelle et spirituelle. Dans un de ses premiers rêves, à l’âge de six ans, elle voit un homme qu’elle apprend plus tard être saint Serge de Radonège, un sage du XIVe siècle considéré comme le protecteur de la Russie. Nièce du compositeur Moussorgsky, Éléna devient elle-même une excellente pianiste.
Le 28 octobre 1901, Éléna épouse l'artiste, explorateur et promoteur de la paix Nicolas Roerich. En 1920, elle l'accompagne à New York pour la première exposition de ses peintures en Amérique. En mars de la même année, elle commence à écrire une série de livres appelés Agni Yoga ou Enseignement de l’Éthique Vivante. Présentés comme dictés par le Maître Morya, ces livres traitent de l’évolution de l’humanité. Se fondant à la fois sur les connaissances les plus anciennes de l’Orient et sur l’approche expérimentale de la science occidentale, les livres de l’Agni Yoga prétendent proposer de nouvelles solutions aux graves problèmes de l’humanité actuelle. On peut y lire, entre autres, que l’être humain serait directement responsable de la qualité de ses pensées, lesquelles détermineraient non seulement sa santé physique et psychique, mais également l’état de la planète tout entière. Éléna Roerich a aussi écrit Au Carrefour de l’Orient et Les Fondations du Bouddhisme.
Après sa mort, survenue en 1955 à Kalimpong, à l’est de Darjeeling en Inde, ses étudiants ont publié deux livres à partir des lettres qu’elle leur avait envoyées partout dans le monde.
Elle a été l'une des fondatrices de l'Agni Yoga Society, dépositaire aujourd'hui de ses œuvres écrites, et a également été la traductrice en langue russe de La Doctrine Secrète de Helena Blavatsky.
Wayfarers, ouvrage récent de Ruth Drayer, relate la vie de Nicolas et Éléna Roerich.

## Œuvres
Textes en ligne 
14 ouvrages. Résumés 
- 1 : Les Feuilles du Jardin de Morya I - L'Appel (1924), Agni Yoga, 1990, 151 p.
- 2 : Les Feuilles du Jardin de Morya II - Illumination (1925)
- 3 : Ère nouvelle - Communauté (1926), Agni Yoga, 1990
- 4 : Agni Yoga (1929), Agni Yoga, 1990
- 5 : L'Infini I (1930), Agni Yoga, 2004, 325 p.
- 6 : L'Infini II - Infinité (1930), Agni Yoga, 1997
- 7 : Hiérarchie (1931)
- 8 : Cœur (1932)
- 9 : Monde de feu I (1933), Agni Yoga, 1990
- 10 : Monde de feu II (1934), Agni Yoga, 1990
- 11 : Monde de feu III (1935), Agni Yoga, 1990
- 12 : AUM (1936)
- 13 : Fraternité (1937)
- 14 : Surterrestre. La vie intérieure de la Fraternité.
  - Surterrestre I (1938), Agni Yoga, 2003, 414 p.
  - Surterrestre II (1938), Agni Yoga, 334 p.
  - Surterrestre III (1938), Agni Yoga, 2008, 387 p.
  - Surterrestre IV (1938), Agni Yoga, 2008, 315 p.
- Lettres d'Helena Roerich, Vol. I (1929-1938)
- Lettres d'Helena Roerich, Vol. II (1935-1939)
- On Eastern Crossroads
- Foundations of Buddhism (avec Natalie Rokotoff)
- Glossaire de l'Agni Yoga